# Lars Haugen
Lars Haugen (* 19. března 1987, Oslo, Norsko) je norský hokejový brankář.

## Kariéra
Haugen je odchovancem norského klubu Vålerenga Ishockey ze kterého ovšem odešel v juniorském věku, když odešel hrát juniorské ligy Norska za Manglerud Star Ishockey a Švédska za Leksands IF. V roce 2006 podepsal svojí první profesionální smlouvu s norským klubem Sparta Warriors, se kterým hrál v lize GET-ligaen. Ve Spartě hrál tři sezóny než přestoupil do týmu Lørenskog IK. Před blížícím se koncem sezóny 2010–11 byl zapůjčen do jiného týmu v Get-ligaen – Manglerud Star Ishockey. Haugen byl nominován do norské reprezentace na Mistrovství světa 2011 na Slovensku.

## Úspěchy

### Týmové úspěchy
- Vítězství ve skupině B divize I MS do 18 let – 2005